# Ali471
Ali Talha Güneş, mer känd under artistnamnet Ali471, född 10 mars 1996 i Karaman är en tysk rappare av turkisk härkomst. 
Mest känd är han för hitsingeln Hadi Gel Gezelim, på turkiska, som släpptes i augusti 2019. Med fem olika singlar har han tagit sig in på den tyska topplistan Deutsche Singlecharts. Han är uppvuxen och bor i den tyska staden Duisburg.